# Pelle Ödman
Nils Petrus (Pelle) Ödman, född 12 augusti 1838 i Åmål, död 26 september 1911 i Stockholm, var en svensk skolman, vitterhetsidkare och reseskildrare.

## Biografi
Ödman genomgick Karlstads läroverk, och avlade 1856 studentexamen. Han blev 1860 filosofie magister vid Uppsala universitet, där han tidigt framträdde som visdiktare och tenorsångare. Sedan 1861 var han medlem av Orphei Drängar och deltog under Oscar Arpi i den första studentsångarfärden med Allmänna Sången till Paris. Han var vidare en av de sex stiftande medlemmarna av Namnlösa sällskapet, inom vilken krets han verkade som rolighetsminister.
Han vistades 1867 för språkstudier i England och Frankrike, antogs 1868 till huvudlärare i franska och engelska vid Göteborgs realgymnasium samt blev lektor i främmande levande språk 1870 vid Härnösands gymnasium och 1877 vid Gävle läroverk.
Efter pensionen 1905 bosatte han sig först i Stockholm, sedermera i Råsunda. Ända till sin död verkade Ödman oförtröttat som skriftställare och föredragshållare. Hans "aftonunderhållningar", av vilka ett urval 1902 kom ut i bokform, var särskilt populära. Som kåsör och reseskildrare vann han popularitet i vida kretsar. Han var en duktig tecknare och han blev under skolåren uppmuntrad för sin talang att rita profilporträtt. Genom lektioner i teckning under studietiden i Uppsala gjorde han sig populär för sina snabbt nedkastade porträtt av studiekamrater. Under exercisen 1858 tecknade han av hela kompaniet med 97 porträtt i profil. På Värmlands nation i Uppsala förvaras 17 porträtteckningar i blyerts av hans nationskamrater vid slutet av 1850-talet. Han tecknade även av beväringslivet på Trossnäs i Värmland i en serie humoristiska teckningar som följdes med dråpliga beskrivande texter. Under sina år i Uppsala arbetade han som teckningslärare vid den Nisbethska skolan. 
Han var son till vågmästaren Svante Lorens Ödman och Lisa Johanna Wigelius, och från 1871 gift med Linnéa Sofia Elisabet Helena Tullberg (1848–1912) och far till Anna Linnéa Sofia Ödman och Tycho Ödman. Makarna är begravda på Solna kyrkogård.

### Varia
- Anmärkningar om det fransk-klassiska och det shakspeareska dramats uppkomst och allmänna karakter. Uppsala. 1866. Libris 2450455. https://books.google.com/books?id=WmVKAAAAcAAJ&printsec=frontcover&dq=inauthor:%C3%B6dman&hl=en&sa=X&ved=0CB0Q6AEwAGoVChMIiJ2UpunsyAIVxqUOCh1aNwbd
- Besök i ett "studenthem" i Upsala. Upsala. 1885. Libris 1869906
- Ur en svensk tonsättares lif : en minnesteckning öfver Jakob Axel Josephson  : med talrika utdrag ur Josephsons dagböcker. Häfte 1-2. Stockholm: Hæggström. 1885-1886. Libris 1919127
- Vill du blifva en man? : ett ord till ungdomen vid våra allmänna läroverk. Skrifter / utgifna af Svenska sällskapet för nykterhet och folkuppfostran, 99-1558831-3 ; 1898 :3. Stockholm. 1898. Libris 1515376
- Om det svenska superiet : ett ord till svenske män. Stockholm. 1902. Libris 3204699
- En dag i ett engelskt hem. Valda skrifter  : ny serie (3. uppl). Stockholm: Fahlcrantz. 1903. Libris 1719649
- Om välläsning och naturligt föredrag. Sommarkurserna i Uppsala 1903. Grundlinjer till föreläsningar. Ödman,N.P.,Om välläsning... Uppsala. 1903. Libris 3204700
- Studentexamens festglädje : några ord till de allmänna läroverkens högsta klasser. Sveriges studerande ungdoms helnykterhetsförbund. Skriftserie ; 12. Uppsala. 1904. Libris 3204702
- Ett besök i Fjellstedtska skolan. Uppsala: Almqvist & Wiksell. 1908. Libris 1619295
- "Intryck af Råsunda meddelade af en Råsundabo", tryckt i Råsunda, Stockholm, 1911, sid. 1-17; ny utgåva 1912 sid. 12-31.

### Samlade upplagor och urval
- Svenska minnen och bilder : valda skrifter. Stockholm: Fahlcrantz. 1899-1900. Libris 2152116
- N. P. Ödmans bästa : ur författarens skrifter "Svenska minnen och bilder". Stockholm: Fahlcrantz. 1923. Libris 1485070
- Pelle Ödmans ungdomsminnen / utg. av Gerda Ödman. Stockholm: Diakonistyrelsen. 1938-1939. Libris 1537450